# Bhuwaneśwari

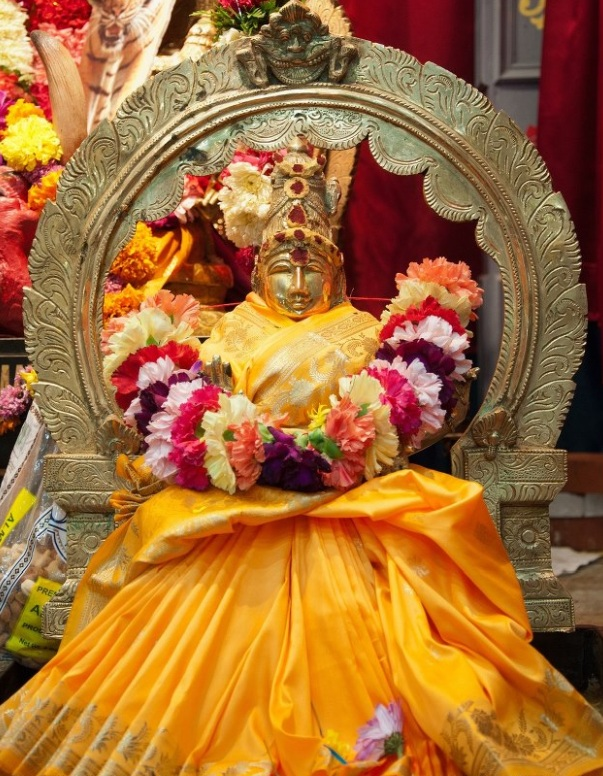
Murti Bhuwaneśwari z Parashakthi Temple w Pontiac Michigan (2012 r.)

Bhuwaneśwari jest jedną z dziesięciu, a dokładnie czwartą z Mahawidjas. Jest ona królową Iśwari panteonu świata Bhuwan i jedną z najpotężniejszych bogiń hinduistycznych. Jest główną siłą Paraśakti. Jako królowa opiekuje się swymi podanymi, a jej moc tkwi w sercowej ćakrze. Uważana za matkę bogiń, takich jak Parwati, Lakszmi, Saraswati i Gajatri.

## Stworzenie świata
Słońce ukazało się na niebiosach. Mędrcy Riszi ofiarowali Somę, świętą roślinę aby świat mógł być stworzony w tym czasie. U władzy była Szodaszi, Szakti, przez którą słońce stworzyło trzy światy. Po tym jak powstał świat bogini przybrała odpowiednią formę do manifestacji świata'. Łączona i identyfikowana z widzialnym i materialnym aspektem stworzenia. Jest ona ucieleśnieniem cząsteczek i dynamiki, które tworzą świat.

## Wygląd
W Wedyjskich tekstach często wspominany jest wygląd bogini. Posiada ona piękną świetlistą karnację i piękną twarz. Jej uśmiech uzasadnia macierzyński aspekt Wielkiej Kosmicznej Mocy. Włosy bogini są czarne rozpuszczone i falujące, na głowie znajduje się diadem z Księżycem. Jej oczy szerokie, usta duże i czerwone a nos delikatny. Symbolicznie Bhuwaneszwari jest przedstawiona z trzema oczami, które są znakiem jej wielkiej wiedzy jawnego świata. Na jej piersiach rozsmarowana jest pasta sandałowa z szafranem, piersi jej są bardzo duże ponieważ żywi ona wszystkich swoich wiernych jak i innych bogów, którzy otrzymują ekstrakt esencji życia. Jej talia jest wąska, uda pośladki i biodra kształtne. Szyja jej jest przystrojona bogatą biżuterią. Jedna z legend opowiada o powstaniu trzeciego oka u boga Śiwy pod wpływem przyglądania się jej. Piękno i atrakcyjność są tłumaczone jako ucieleśnienie świata fizycznego. Według niektórych indyjskich tradycji Bhuwaneśwari złączona z Śiwą tworzą formę światła elementu kosmosu fizycznego, co nadaje jej tytuł Stworzycielki Kosmosu.

## Formy
Znana jest także jako Om Szakti lub Adi Szakti, najwcześniejsza forma Szakti. Bogini jest w stanie zmienić każdą sytuację. Uważa się, że nawet dziewięć ciał niebieskich nawagrahas jakimi są:
- Surja,
- Ćandra,
- Mangala,
- Budha,
- Brihaspati,
- Śukra,
- Szani,
- Rahu i Ketu

nie są w stanie jej zatrzymać.

## Siła destrukcji
Bhuwaneśwari jest także znana jako Tripur-Bhairawi straszliwa bogini śmierci. Jest ona jednym z aspektów Kali i Para-Śakti boskiej mocy, energii stworzenia, iluzji, rozpadu, destrukcji i snów. W jej dobroczynnych formach znana jest jako Durga lub Lakszmi. Jest ona esencją wszystkich bogów i bogiń, którzy są jej cząstką. Bhuwaneśwari jest śmiercią i życiem w tym samym czasie. Jest ona boginią jogi i współczucia. W Wedach Bhuwaneśwari jest znana jako Aditi Wielka Kosmiczna Matka, nieograniczona, niezniszczalna, stanowi źródło wszelkiej manifestacji pierwotnego kosmosu.